# Tramvaji Tatra
Tramvaji Tatra proizvodili su se od 1951. godine u tvornici Tatra Smíchov, a od 1963. godine u tvornici ČKD.

## Tramvaji tipa T
Prvi tipovi, zasnovani na koncepciji PCC, bili su kopija američkog uzora. To počinje tramvajima Tatra T1, a dizajn tramvajskih tipova Tatra T2, T3 i T4 je sličan zbog toga što je to isto rađeno prema koncepciji PCC.  Početkom tipa Tatra T5 su izrađeni tramvaji koji su dizajnom i električnom opremom doista drugačiji od drugih tipova. Tipovi su slagani kronološki.
| Tip        | Godine proizvodnje | Proizvedeno tramvaja  | Detalji                                        |
| ---------- | ------------------ | --------------------- | ---------------------------------------------- |
| Tatra T1   | 1951. – 1958.      | 287                   |                                                |
| Tatra T2   | 1955. – 1962.      | 771                   |                                                |
| Tatra T3   | 1961. – 1990.      | 13 945+131 karoserija |                                                |
| Tatra T4   | 1967. – 1987.      | 2635                  |                                                |
| Tatra T5   | 1971.              | 1                     |                                                |
| Tatra T5B6 | 1976.              | 2                     |                                                |
| Tatra T5C5 | 1978. – 1984.      | 322                   |                                                |
| Tatra T5A5 | 1981.              | 1                     |                                                |
| Tatra T6B5 | 1983. – 2003.      | 1279                  | Neki tramvaji su proizedeni u tvrtki Tatra-Jug |
| Tatra T6A2 | 1985. – 1999.      | 256                   |                                                |
| Tatra T7B5 | 1988. – 1993.      | 6                     |                                                |
| Tatra T6A5 | 1991. – 1998.      | 297                   |                                                |
| Tatra T3R  | 1997.              | 10                    | Modernija verzija tipa Tatra T3                |
| Tatra T3RF | 1997. – 1999.      | 8                     | Modernija verzija tipa Tatra T3                |
| Tatra T6C5 | 1998.              | 1                     |                                                |
| ∑          | 1951. – 2003.      | 19 948                |                                                |

## Zglobni tramvaji KT i RT
Prvi češki zglobni tramvaj je izrađen 1964. godine, a taj tip je nazvan Tatra K1. Taj je tramvaj je odvojen od tipa T3 jer ima zglob i šest osovina. 1993. godine je izrađen prototip prvog češkog niskopodnog tramvaja. To je bio prototip tramvaja tip RT6N1.
| Tip          | Godine proizvodnje | Proizvedeno tramvaja | Detalji                                   |
| ------------ | ------------------ | -------------------- | ----------------------------------------- |
| Tatra K1     | 1964.              | 2                    |                                           |
| Tatra K2     | 1966. – 1983.      | 570                  |                                           |
| Tatra K5     | 1967. – 1973.      | 200                  |                                           |
| Tatra KT4    | 1973. – 1997.      | 1798                 |                                           |
| Tatra KT8D5  | 1984. – 1993.      | 199                  |                                           |
| Tatra RT6N1  | 1993. – 1998.      | 19                   | Neki tramvaji su proizvedeni u tvrtki HCP |
| Tatra RT8D5  | 1994. – 1998.      | 74                   |                                           |
| Tatra RT6S   | 1996.              | 1                    |                                           |
| Tatra KT8D5N | 1998. – 1999.      | 7                    | Modernija verzija tipa Tatra KT8D5        |
| ∑            | 1964. – 1999.      | 2870                 |                                           |

## Prikolice B
ČKD je proizvodio prikolice za tramvaje tipa T. Prikolice su prodavane u Njemačku i Hrvatsku.
| Tip        | Godine proizvodnje | Proizvedno prikolica | Detalji |
| ---------- | ------------------ | -------------------- | ------- |
| Tatra B4   | 1967. – 1987.      | 874                  |         |
| Tatra B3   | 1973. – 1988.      | 122                  |         |
| Tatra B6A2 | 1985. – 1990.      | 92                   |         |
| ∑          | 1967. – 1990.      | 1088                 |         |

## Poveznice
- Označavanje tramvajskih vozila Tatra
- ČKD